# Litchfield Municipality
Die Litchfield Municipality ist ein Verwaltungsbezirk des Northern Territory von Australien. Er grenzt an die östlichen und südöstlichen Außenbezirke von Palmerston bei Darwin. Der Bezirk ist benannt nach dem Entdecker Frederick Henry Litchfield.

## Orte
Orte, die zur Municipality gehören:
| Outer Darwin | Western Rural | Eastern Rural |
| --- | --- | --- |
| - Bees Creek - Coolalinga - Freds Pass - Girraween - Holtze - Howard Springs - Humpty Doo - Knuckey Lagoon (mit Robertson Barracks) - McMinns Lagoon - Noonamah - Virginia - Mickett Creek | - Berry Springs - Blackmore - Channel Island - Darwin River - Fly Creek - Livingstone - Southport - Tumbling Waters - Weddel - Wickham | - Acacia Hills - Black Jungle - Gunn Point - Herbert - Hughes - Lambells Lagoon - Lloyd Creek - Manton - Middle Point - Murrumujuk - Daly - Glyde Point - Koolpinyah - Shoal Bay - Wak Wak |